# Mamadou Thierno Barry
Mamadou Thierno Barry (20 maart 2005) is een Senegalees voetballer die bij voorkeur als centrale verdediger speelt. Hij tekende in januari 2025 voor Union Sint-Gillis.

## Clubcarrière
Tromsø IL haalde Barry in maart 2024 weg bij het Senegalese Mawade Wade. Op 25 mei 2024 debuteerde hij in de Tippeligaen tegen Fredrikstad FK. Op 8 augustus 2024 debuteerde hij Europees in de UEFA Conference League tegen Kilmarnock FC. Zijn eerste competitiedoelpunt volgde op 22 september 2024 tegen Sandefjord Fotball. Barry tekende op 27 januari 2025 een contract tot medio 2029 bij Union Sint-Gillis.